# 石川条里遺跡
石川条里遺跡（いしかわじょうりいせき）は、長野県長野市篠ノ井塩崎に所在する弥生時代から近世にかけての複合遺跡。塩崎遺跡群の中の一つで、長野県埋蔵文化財センターが発掘調査・管理をしている。

## 概要
石川条里遺跡は長野市南部の千曲川左岸に位置し、古代の条里制遺構および弥生時代～古墳時代の水田跡や集落跡を含む。1988年（昭和63年）～1991年（平成3年）にかけて当時の中央自動車道長野線（長野自動車道）の建設に伴い発掘調査が行われ、また1992年（平成4年）～1994年（平成6年）にかけて北陸新幹線の建設に伴い発掘調査が行われた。
その後、主要地方道長野信州新線道路改良事業として、長野市篠ノ井旧市街から、篠ノ井二ッ柳・石川地籍を経由して山間部の信更地区及び、上水内郡信州新町国道19号線にいたるまでを結ぶ幹線道路、また国道18号坂城更埴バイパス改築事業として関東地方整備局長野国道事務所は国道18号の埴科郡坂城町南条から千曲市大字屋代に至る延長19.2キロメートルのバイパス道路の建設を計画していた。そして建設地の調査中、長野市篠ノ井塩崎方に遺跡の存在が判明し、それ以降、長野県埋蔵文化財センターが国道18号坂城更埴バイパスの建設予定地の遺跡の発掘、調査を行っている。